# Voices (песня Skye)
«Voices» — сингл американского певца Skye при участии рэпера XXXTentacion, выпущенный 31 октября 2019 на лейбле Atlantic Records. В этом сингле используется семпл из песни blink-182 «I Miss You».

## История
Песня содержит невыпущенный куплет XXXTentacion из ремикса песни «Yes Indeed».
Позже данный куплет был использован в песне Канье Уэста «Storm» (переименовано в «Everything We Need»), однако XXXTentacion был вырезан из финальной версии.
В интервью с Billboard Skye заявил:
|      | One of the main things that X always told me was that in regards to songwriting [is] 'what is real, will prosper. |  | Одна из главных вещей, которые Экс всегда говорил мне, заключалась в том, что песни должны процветать. |  |
| Skye | |  | |  |

## Отзывы
В интернет-журнале HotNewHipHop сингл получил оценку «HOTTTTT».

## Видеоклип
Релиз видеоклипа на трек состоялся 31 октября на официальном YouTube-канале Skye, в день релиза сингла.

## Чарты
| Чарт                  | Высшая позиция |
| --------------------- | -------------- |
| Новая Зеландия (RMNZ) | 36             |